# Residenzschloss Dresden
Residenzschloss Dresden, på svenska även Dresdens residensslott, är ett renässansslott i Dresdens innerstad. Det var tidigare residens för Sachsens kurfurstar (1547–1806) och Sachsens kungar (1806–1918), och huvudsäte för den albertinska grenen av huset Wettin.  I samband med bombningen av Dresden i februari 1945 brann stora delar av slottet ned. Under 1980-talet inleddes arbetet med att återskapa slottet. 
Idag finns här fem olika museer: den kurfurstliga skattkammaren Grünes Gewölbe, Myntkabinettet, Kopparstickkabinettet och Rustkammaren med Turkiska kammaren. Här inryms även det delstatliga konstbiblioteket samt ledningen för Staatlichen Kunstsammlungen Dresden.

## Historia

### Medeltida borganläggning
Vid Schlossstrasse stod under 1100-talet enklare bostadshus, som förstördes 1220 i en stor brand. År 1289 omnämns för första gången en borganläggning (castrum) på platsen för det nuvarande slottet. Den dåvarande borgen hade en inre borggård som mätte 38 gånger 36 meter.
Omkring år 1400 började markgreve Vilhelm I av Meissen bygga ut borgen till ett furstligt residens. Vid denna tid uppfördes de undre våningarna i Hausmanntornet och ett två våningar högt palats. Troligen användes bottenvåningen som hovsal och övervåningen som markgrevens representativa bostad. Därigenom flyttades borgens hjärta till den norra delen av den nära kvadratiska borggården från det tidigare 1200-talsbostadstornet i södra änden.

### Utbyggnad till fyrflyglig slottsanläggning

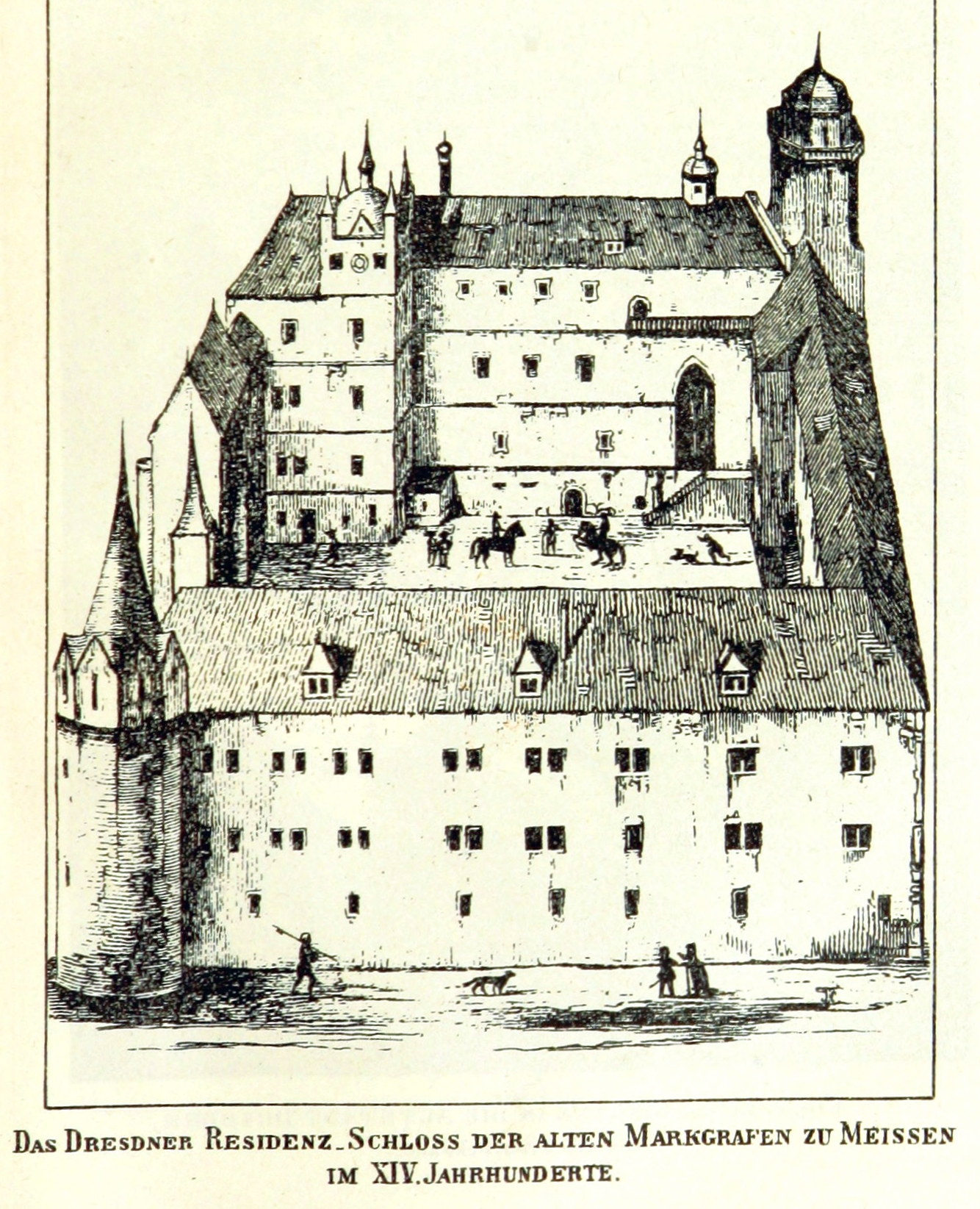
1800-talsillustration av slottets senmedeltida utseende, baserad på en idag försvunnen trämodell från omkring 1530.

Från 1468 till 1480 byggdes anläggningen ut till med fyra flyglar kring en sluten borggård. En tidigare trämodell från 1530 dokumenterade slottets dåvarande utseende, men modellen gick förlorad i andra världskriget. Det tidigare palatset höjdes med en ytterligare våning, avsedd för damerna vid hovet, och kurfurstens nya residensvåning skapades genom en utbyggnad åt öster. I västra delen av borggården uppfördes en flygel med slottskapellet och köksavdelningen. I öster uppfördes en ny trevåningsflygel med hovsal och kök i bottenvåningen, bostäder i första våningen och en stor festsal på andra våningen. Genom ett porthus i söder, ritat av Arnold von Westfalen och uppfört omkring 1472, fullbordades den kvadratiska anläggningen.

### Georgenbau
Under hertig Georg av Sachsen uppfördes 1530–1535 utbyggnaden Georgenbau omkring Georgentor, Dresdens dåvarande norra stadsport mot bron över Elbe. Byggnaden har genomgått stora förändringar från ursprungsskicket men räknas i sin ursprungliga form som ett centralt renässansbyggnadsverk i Tyskland. Portbyggnaden var rikligt utsmyckad med skulpturer av Cristoph Walter. Hertigen lät bygga om och till den gamla befästa stadsporten till en nära 30 meter hög bostadsflygel. Byggnaden inkorporerade delar av de gamla befästningsverken och under portbyggnaden finns fortfarande ett valv av den gamla bron över Elbe bevarat. Porten var avsedd att fungera som en storslagen triumfport vid ankomsten till Dresden.
Georgenbaus nuvarande utseende tillkom vid en ombyggnad i nyrenässansstil 1899. Flygeln ansluter till slottets nordöstra hörn i ena änden och det 1565–1567 uppförda kanslihuset i andra änden. 

### Utbyggnad av residensslottet från 1548
Slottets betydelse som representativt palats tilltog i och med Moritz av Sachsens upphöjelse till kurfurste, och denne lät bygga ut slottet i renässansstil. Under perioden 1548–1556 utvidgades slottets innergård åt väster till nära dubbla storleken. Med de äldre byggnadsdelarna åt öster bevarade uppfördes en ny västflygel, de tre trapptornen vid innergården och altanen med de valvförsedda kolonnaderna framför Hausmanntornet. Förutom hovets konstnärer anlitades även konstnärer utifrån, till exempel Francesco Ricchino samt bröderna Gabriel och Benedetto Tola, som utsmyckade fasaderna med sgraffito. Moritz bror och efterträdare, kurfurst August av Sachsen regerade från 1553 till 1586 och fullbordade slottets omvandling till ett av Sachsens främsta renässansbyggnadsverk.
I slutet av 1500-talet uppfördes under kurfurst Kristian I av Sachsen stallbyggnaden som utbyggnad åt öster tillsammans med stallgården. Vid samma tidpunkt uppfördes den lilla borggården på sydsidan med ett tvåvånings porthus åt Schlossstrasse i öster efter planer av arkitekten Paul Buchner.

### Ombyggnader under barocken
Hausmanntornet uppfördes omkring år 1400 som borgens nya huvudtorn. Åren 1674–1676 försågs tornet med en utsirad överbyggnad med tak och fick sitt huvudsakliga nuvarande utseende. Med 100 meter var det fram till 1945 Dresdens högsta torn och ett viktigt landmärke. Den nuvarande tornspiran är en rekonstruktion, färdigställd 1991. Utsiktsplattformen på 39 meters höjd har en vid utsikt över Dresden.
En brand på slottet 1701 förstörde Georgenbau samt östflygeln med den stora salen och skattkammartornet, som man åter byggde upp 1717–1719. Andra våningen inreddes i barockstil, bland annat audiensgemaket, August den starkes sovrum, tornrummet och porslinsrummet. En mellanflygel inhyste Gemäldegalerie Alte Meister. Bygget leddes av ingenjörsofficeren Johann Georg Maximilian von Fürstenhoff, August den starkes utomäktenskaplige halvbror. Louis de Silvestre målade 1715 takmålningen i August den starkes sängkammare och 1719 målningen i tronsalen.
Mellan 1723 och 1729 lät August den starke skapa en ny utställningsyta med nio rum i bottenvåningen på västflygeln, kallad Grünes Gewölbe. Fram till 1725 färdigställdes Pretiosensaal och det anslutande hörnrummet i norra delen av flygeln, under bibehållande av de befintliga valven och renässansstuckaturerna. 1727 lät kurfursten slå ut väggar för att utöka utställningsytan åt söder. Inredningsarkitekturen skapades av Matthäus Daniel Pöppelmann i samarbete med Raymond Leplat.
1737 upplöstes det lutherska slottskapellet, som först under 2000-talet delvis har rekonstruerats. På slottstornet fästes 1775 den första åskledaren i Dresden.

### Historicistiska ombyggnader
Under åren 1889–1901 genomfördes en omfattande ombyggnad med anledning av huset Wettins 800-årsjubileum. En ny sydlig slottsflygel uppfördes och fasaden gavs ett enhetligt utseende i nyrenässansstil, med design av Gustav Fröhlich och Gustav Dunger. 1889 färdigställdes en gångbro i trä mellan slottet och Hofkirche, i folkmun kallad Seufzerbrücke, "suckarnas bro", efter förlagan i Venedig. Den ditintills namnlösa gränden under bron uppkallades 2007 efter hovkyrkans arkitekt Chiaveri. I samband med ombyggnadsarbetena uppfördes också ett fjärrvärme- och elverk i närheten av Semperoper, för att förse slottet, operan och polispresidiet med värme. Av hänsyn till miljön valde man ett nybarockt utförande på värme verket.
Mellan 1904 och 1907 överfördes den på utsidan av stallgården belägna väggmålningen Fürstenzug till omkring 23 000 porslinsplattor. 1922 öppnades ett slottsmuseum på andra våningen i slottet.

### Förstöring och återuppbyggnad

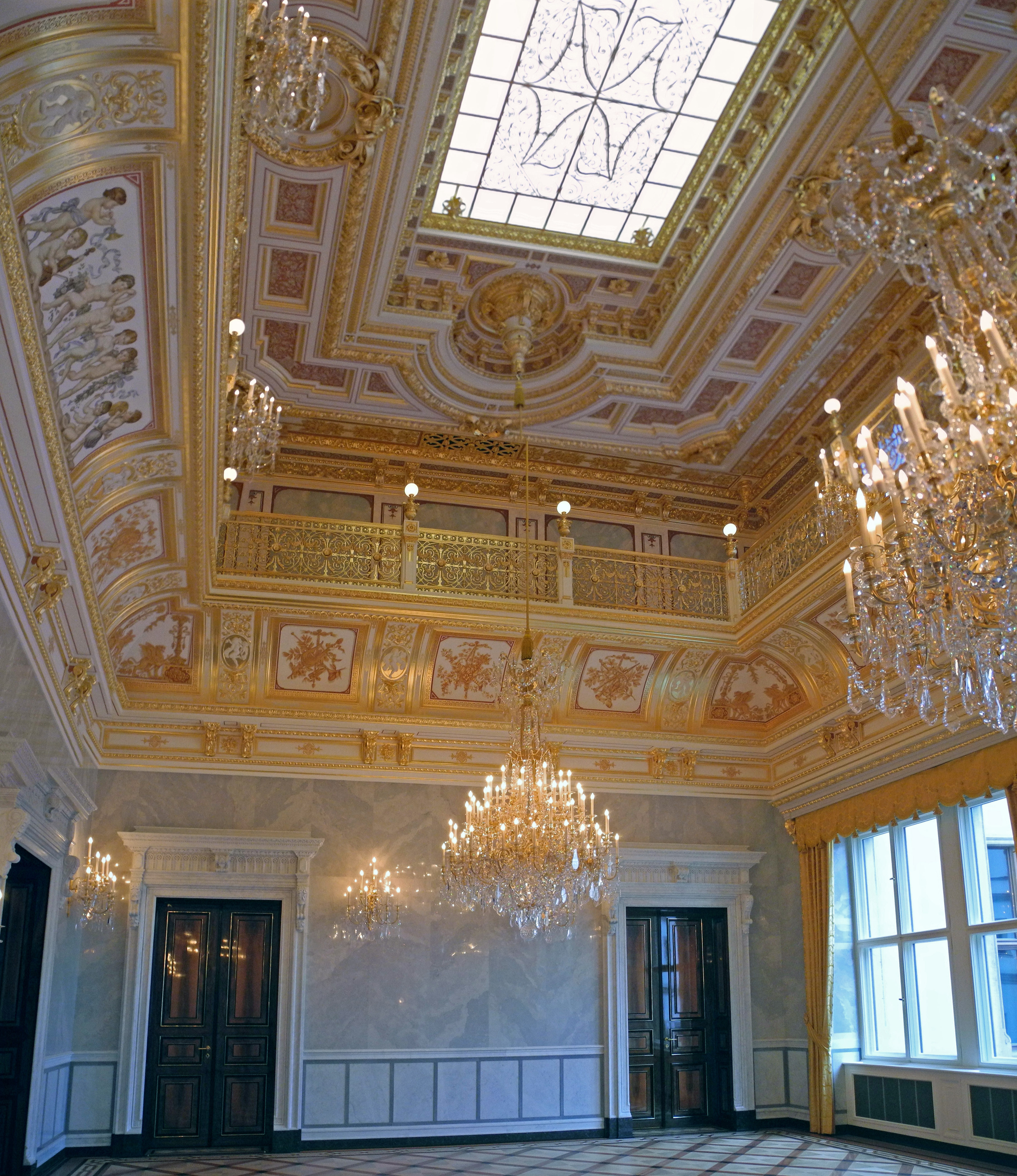
Lilla balsalen är en av slottets få helt återskapade interiörer.

Till följd av bombningen av Dresden 13 februari 1945 i slutet av andra världskriget brann slottet ned till grundmurarna, så att även Grünes Gewölbe skadades. Tennet i taket smälte på grund av den höga temperaturen. Hausmannsturm förlorade sin spira och tornstumpen täcktes över provisoriskt 1946. Efter kriget odlades svamp i källarvalven i några år. I samband med Semperopers återinvigning 13 februari 1985 meddelade den dåvarande östtyska statschefen Erich Honecker att planer fanns på att återställa slottet utvändigt fram till 1990. Projektet gick dock långsammare framåt än beräknat, och vid den fredliga revolutionen 1989 var fortfarande inte ens hela västflygeln färdigställd.
Efter Tysklands återförening fick Hausmannsturm 1991 en rekonstruerad spira. 2004 fortsatte man med att återöppna konstbiblioteket, kopparstickskabinettets ingång, en studiesal och Neues Grüne Gewölbe i västflygeln och Björngårdsflygeln. I mars 2006 återöppnades det historiska Grünes Gewölbes skattkammare och furstegalleriet öppnades 2009. År 2010 färdigställdes Engelska trappan och Turkiska kammaren.
Ett av slottets mest betydande rum, stora salen i östflygelns andra våning, färdigställdes som skal 2006–2007. Salen anlades ursprungligen 1480 och fick under 1500-talet sina nuvarande mått på nästan 60 gånger 13 meter. I salen finns sedan 2013 en del av Rustkammarens permanenta utställning.
Slottskapellet rekonstruerades under åren 1988–1989 som skal och 2010–2013 färdigställdes de rekonstruerade innervalven. En kopia av renässansportalen från 1555 har byggts in som ingång från stora borggården till kapellet. 
2019 återinvigdes Lilla balsalen i Georgenbau, ett av få rum i slottet som återställts helt i sitt ursprungliga skick, till en kostnad av 6,1 miljoner euro. Rummet planeras användas som utställningslokal.